# Razpršeni disk
Razpršeni disk je oddaljeno področje Sončevega sistema, kjer se nahaja zelo malo asteroidov. Izraz Razpršeni disk sta uvedla Duncan in Levison v letu 1977 po odkritju telesa 1996 TL66

## Področje razpršenega diska
Telesa, ki se nahajajo na tem področju, spadajo v širšo skupino čezneptunskih teles. Notranji del razpršenega diska se pokriva s Kuiperjevim pasom, sega pa od 35 do okoli 1000 a. e. Telesa v njem imajo zelo velik naklon tirnice (tudi do 55°), tako da se nekatera gibljejo celo pravokotno na ekliptiko. Pluton je na oddaljenosti okoli 32 a. e. od Sonca. V področju pod 35 a. e. ni teles razpršenega diska. Na tem področju je vpliv Neptuna prevelik, da bi tukaj lahko obstojalo večje število nebesnih teles. Njihova porazdelitev je precej sferična, porazdelitev teles v Kuiperjevem pasu pa je bolj ploščata (kroženje v bližini ravnine ekliptike). Telesa razpršenega diska so tako daleč od Sonca, da imajo temperature na površini med 30 in 55 K.

## Nastanek
Nastanek razpršenega diska ni popolnoma jasen. Nekatere teorije pravijo, da je nastal zaradi razpršitve Kuiperjevega pasu, ki je nastala zaradi težnostnih vplivov zunanjih planetov (predvsem Neptuna). Ti vplivi so telesom dali tirnice z večjimi izsrednostmi in večjimi nakloni tira. Kuiperjev pas je precej sploščen, razpršeni disk pa je bolj okrogle oblike, saj nekatera telesa krožijo po tirnicah, ki so tudi pravokotne na ekliptiko. Simulacije kažejo, da so tirnice razpršenega diska nestabilne. Telesa iz tega področja se pogosto izvržejo v bolj oddaljena področja, na primer v hipotetični Oortov oblak.
Možno je tudi, da so kentavri prišli iz razpršenega diska. Telesa niso bila izvržena navzven (v Oortov oblak), ampak navznoter (v smeri Sonca). Ta telesa lahko imenujemo doneptunska telesa. Središče za male planete (MPC) objavlja preglede kentavrov in teles razpršenega diska skupaj 
.
Čeprav so Sedno opredelili kot telo razpršenega diska, njen odkritelj Michael E. Brown predlaga, da bi jo imeli za telo notranjega roba Oortovega oblaka. Če to velja, potem bi lahko zaradi pomanjkanja vpliva zunanjih planetov, nekatera telesa izvzeli iz skupine teles razpršenega diska. Tako bi zunanja meja bila nekje med Sedno in Erido. Če je Sedna zunaj razpršenega diska, ni edina. Pred Sedno so že odkrili 2000 CR105, ki bi tudi lahko bila na notranjem robu Oortovega oblaka. Takšna telesa bi lahko imeli za odcepljena, ker niso nastala zaradi težnostnih sil Neptuna. Obstoja pa tudi hipoteza, po kateri bi takšna telesa nastala med srečanjem Sonca z neko zvezdo
 
ali z nekim drugim telesom velikosti planeta 
.

## Porazdelitev teles razpršenega diska
Prvo telo iz razpršenega diska je bilo opaženo leta 1996 na Observatoriju Mauna Kea. To je bilo telo z začasnim imenom (15874)TL66. Prvo telo, ki so ga označili kot telo razpršenega diska je bilo (48639) TL8. Odkrili so ga s pomočjo sonde Spacewatch.
Na diagramu na desni strani so prikazane tirnice vseh znanih teles iz razpršenega diska do razdalje 100 a. e. Na diagramu so tudi telesa iz Kuiperjevega pasu (sivo), resonančna telesa (zeleno). Izsrednost je prikazana z daljicami skozi telo (od perihelija do apohelija). Na vertikalni osi so prikazani nakloni tirnice (i).
Tirnice teles razpršenega diska imajo izsrednosti s srednjimi pa vse do velikih vrednosti. Nikoli ne pridejo bliže kot do razdalje 35 a. e., kar je značilnost teles razpršenega diska.

## Značilnosti nekaterih teles
Telesa v razpršenem disku imajo izredno velike izsrednosti in naklone tirnic. 
- 1999 TD10 ima izsrednost celo okoli 0,9. Zaradi tega ima prisončje blizu tirnice Saturna. Lahko bi ga šteli celo med kentavre.
- 2002 XU93 je telo z največjim naklonom tirnice.
- 2004 XR190 ima skoraj krožno tirnico in je zaradi tega nekaj posebnega.

Resonančna telesa (na sliki so zelena) ne pripadajo razpršenemu disku. Mnogo teles bi lahko bilo v šibkih višjih resonancah (6:11, 4:9, 3:7, 5:12, 3:8, 2:7, 1:4)

## Primerjava razpršenih teles s klasičnimi telesi (kubevani)
Na desni strani je diagram v katerem se primerjajo izsrednosti in nakloni tirnic za telesa razpršenega diska in kubevanov (klasična telesa). Ta primerjava je prikazana v dveh manjših diagramih, ki sta sestavna dela celotnega diagrama. Na vertikalni osi je v obeh primerih prikazan naklon tirnice (i) v stopinjah, na horizontalni osi pa je izsrednost (e). Področje diagrama je tako razdeljeno na manjše kvadratke. Vsak kvadratek pokriva določen obseg izsrednosti in naklona. Tirnice, ki so skoraj krožnice (e< 0,05), so na diagramu v prvem stolpcu, tirnice, ki pripadajo najmanjšim naklonom  (i < 5%) so v spodnji vrstici. Kvadrat v spodnjem levem kotu predstavlja skoraj krožne tirnice z majhnim naklonom. Relativno število teles je podano z barvo (manjše število – zeleno, večje število – rjavo). Sivi kvadrati predstavljajo posamezna telesa.
Iz obeh diagramov vidimo, da se kubevani in telesa razpršenega diska zelo razlikujejo. Več kot 30% vseh kubevanov ima nizek naklon tirnice, imajo skoraj krožno tirnico in izsrednost okoli 0,25. Telesa razpršenega diska imajo srednje izsrednosti med 0,25 in 0,55. Nekaj več jih je v območju od 0,25 do 0,35 in naklonom tira od 15 do 20° ter pri izsrednosti 0,5 do 0,55 in naklonu pod 10°. Ne poznamo teles razpršenega diska z izsrednostjo pod 0,3 (razen 2004 XR190). Lahko rečemo, da je izsrednost tista lastnost, ki loči telesa razpršenega diska od drugih.

## Tirnice teles razpršenega diska
Na diagramu na levi strani je prikazan pogled na tirnice teles razpršenega diska  iz dveh smeri. Zgornji pogled je polarni pogled, spodnji pa ekliptični pogled. V obeh pogledih so tirnice poravnane v skupno izhodišče, da je lažja primerjava. Tirnice teles razpršenega diska so črne barve, resonačnih teles (resonance 2:5) zelene in klasičnih teles (kubevanov) so modre. Telesa, ki jih do sedaj še niso uvrstili nikamor, so označena s sivo barvo. To so telesa iz področja med 50 in 100 a. e., njhove tirnice so še tako nedoločene, da jih ni bilo mogoče uvrstiti v neko skupino. Moder krog na polarnem pogledu vsebuje veliko število tirnic klasičnih teles. Minimalni perihelij je zarisan z rdečo krožnico. Ekliptični pogled je pripravljen z enakimi barvami. Kot kaže diagram, je zelo težko ločiti med klasičnimi telesi in telesi razpršenega diska.

## Razširjeni razpršeni disk
Po odkritju 2000 CR105 in 2004 CR112 s perihelijema, ki sta predaleč od Neptuna, da bi lahko nanju vplival, je postala zanimiva ideja, da obstoja razširjeni razpršeni disk ). Še prej so takšna telesa označevali kot odcepljena telesa. Predlaga se tudi, da bi ločili med bližnjimi razpršenimi telesi in telesi razširjenega razpršenega diska z uporabo Tisserandovega parametra z vrednostjo 3